# Druivenkoers 1969
La Druivenkoers 1969, nona edizione della corsa, si svolse il 3 settembre 1969 su un percorso con partenza ed arrivo a Overijse. Fu vinta dal belga Tony Houbrechts della squadra Flandria-De Clercq-Kruger davanti ai connazionali Frans Verbeeck e Martin Van Den Bossche.

## Ordine d'arrivo (Top 10)
| Pos. | Corridore              | Squadra                   | Tempo |
| ---- | ---------------------- | ------------------------- | ----- |
| 1    | Tony Houbrechts        | Flandria-De Clercq-Kruger |       |
| 2    | Frans Verbeeck         | Okay Whisky-Diamant-Geens |       |
| 3    | Martin Van Den Bossche | Faema-Faemino             |       |